# Lino Bortolo Belotti
Lino Bortolo Belotti (* 19. Oktober 1930 in Comenduno; † 23. März 2018 in Scanzorosciate) war ein italienischer Geistlicher und römisch-katholischer Weihbischof in Bergamo.

## Leben
Lino Bortolo Belotti, eines von elf Kindern aus einer lombardischen Bauernfamilie, trat in das Kleine Seminar ein und später in die Comunità missionaria del Paradiso, die 1949 in Bergamo von Bischof Adriano Bernareggi und Don Fortunato Benzoni gegründet wurde. Nach seiner theologischen Ausbildung empfing er am 12. Juni 1954 durch Bischof Giuseppe Piazzi die Priesterweihe für das Bistum Bergamo. Er war im Diözese Comacchio Pfarrer in Goro am Po-Delta. 1966 wechselte er als Kaplan der italienischen Emigranten in die Schweiz und wurde danach Leiter der Missionare für italienische Emigranten. 1981 kehrte er als Leiter der Comunità missionaria del Paradiso nach Bergamo zurück. Von 1987 bis 1996 war er in Rom Generaldirektor der Fondazione Migrantes der Italienischen Bischofskonferenz (CEI). Bischof Roberto Amadei ernannte ihn zum Generalvikar in Bergamo.
Papst Johannes Paul II. ernannte ihn am 15. Mai 1999 zum Weihbischof in Bergamo und zum Titularbischof von Tabla. Der Bischof von Bergamo, Roberto Amadei, spendete ihm am 29. Juni desselben Jahres die Bischofsweihe; Mitkonsekratoren waren Alfredo Maria Garsia, Bischof von Caltanissetta, und Armando Brambilla, Weihbischof in Rom. Sein Wahlspruch lautete In te, domine speravi (Herr, ich vertraue auf dich).
Von 2002 bis 2008 war er Präsident der Bischöflichen Kommission der CEI für die Migration. 2005 wurde er auch Mitglied des Päpstlichen Rates für die Seelsorge von Migranten und Menschen unterwegs.
Am 22. Januar 2009 nahm Papst Benedikt XVI. seinen altersbedingten Rücktritt an.